# NGC 4495
NGC 4495 (другие обозначения — UGC 7663, MCG 5-30-12, ZWG 159.9, IRAS12289+2924, PGC 41438) — галактика в созвездии Волосы Вероники.
Этот объект входит в число перечисленных в оригинальной редакции «Нового общего каталога».
В галактике вспыхнула сверхновая SN 2011ca типа Ic, её пиковая видимая звездная величина составила 17,2.
В галактике вспыхнула сверхновая SN 1994S типа Ia, её пиковая видимая звездная величина составила 14,5.